# Градски тамбурашки оркестар „Бранко Радичевић” Рума
Градски тамбурашки оркестар „Бранко Радичевић” из Руме основан је 1969. године, користећи специфичан и јединствен звук тамбурице, изводи српску озбиљну музику базирану на народним мотивима и транскрипције светских музичких класика.

## Уметнички руководиоци и диригенти
Први диригент и уметнички руководилац био је Исидор Хаднађев из Новог Сада, а његов асистент Јован Јовановић. У сезони 1970/1971. године оркестар је преузео и водио Жарко Шкорић. Од 1971. године па до данас, оркестар као диригент и уметнички руководилац води Бошко Богичевић, који је као студент Руског језика и књижевности у Новом Саду, волонтерски свирао у Великом тамбурашком оркестру Радио Новог Сада под управом Саве Вукосављева и Јанике Балажа.
Поред Бошка Богичевића, оркестром је као гост диригент, дириговао и професор Борис Черногубов. Из редова својих чланова, свој допринос дириговању оркестром дали су и професор Смиљана Јанчић и академац Предраг Павловић.

## Школа тамбуре
Битан моменат у раду оркестра представља стварање школе тамбуре почетком 90-их година у чијем раду посебан допринос су дали Недељко Патковић и Миодраг Ракановић. Школа је изнедрила велики број свирача који данас представљају главну окосницу извођачког ансамбла.
У периоду од 2003—2005. године, свој допринос као диригент омладинског оркестра дала је и проф. Смиљана Јанчић. Последњих неколико година диригент Бошко Богичевић преузео је и рад са децом у школи тамбуре.

## Награде и признања
За свој рад, оркестар је добио велики број признања учествујући на фестивалима и такмичењима.
- 20 златних плакета на фестивалу музичких ансамбала Војводине
- 10 златних плакета на фестивалу тамбурашких оркестара Србије
- Сребрна статуа Коста Абрашевић на 16. концерту Југословенских аматера „Абрашевић”
- Специјална награда за најбољи народни оркестар на четвртом фестивалу фолклорних ансамбала Србије у Крагујевцу
- Октобарска награда града Руме
- Гран при на 45. европском музичком фестивалу младих у Белгији